# 한국예수교장로회

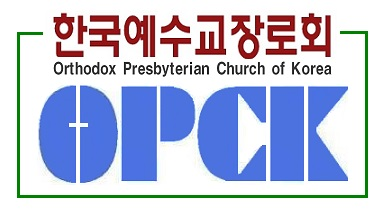
한국예수교장로회 로고

한국예수교장로회(韓國예수敎長老會/The Orthodox Presbyterian Church of Korea)(독노회), 약칭 한국예장은 역사적 정통 개혁교회의 이념과 존 낙스의 스코틀랜드 장로교 전통의 역사적 계승을 국내 장로교 교단 중에서 최초로 표방한 교단이다. 교육기관인 한국장로회신학교는 교단신학교 및 교육부 정규 신학대학원의 커리큘럼보다도 매우 엄격하여 졸업하기가 매우 어렵다고 정평이 나있다. 특히, 정통적인 개혁교회와 스코틀랜드 장로교회가 여성목사를 허용하는 가운데, 국내외적으로 동성애, 태아낙태, 왜곡된 인권지상주의 등 반성경적인 문제 등에 대해서는 엄격하게 대처(반대)하는 교단 중의 하나로 손꼽히며 청교도적 개혁교회를 모토로 하는 정통 장로교단이다.

## 한국예장의 출발
한국예장은 2012년 1월에 17일에 하승무 목사를 중심으로 출범하였다. 교단 신학교육기관(목회자 및 선교사 양성)은 한국장로회신학교(Korea Presbyterian Theological Semimary)이다. 교육 과정은 비학위 과정의 목사후보생 과정이 개설되어 있으며 목회자 재교육과정과 평신도지도과정 및 성경아카데미가 개설되어 있다.

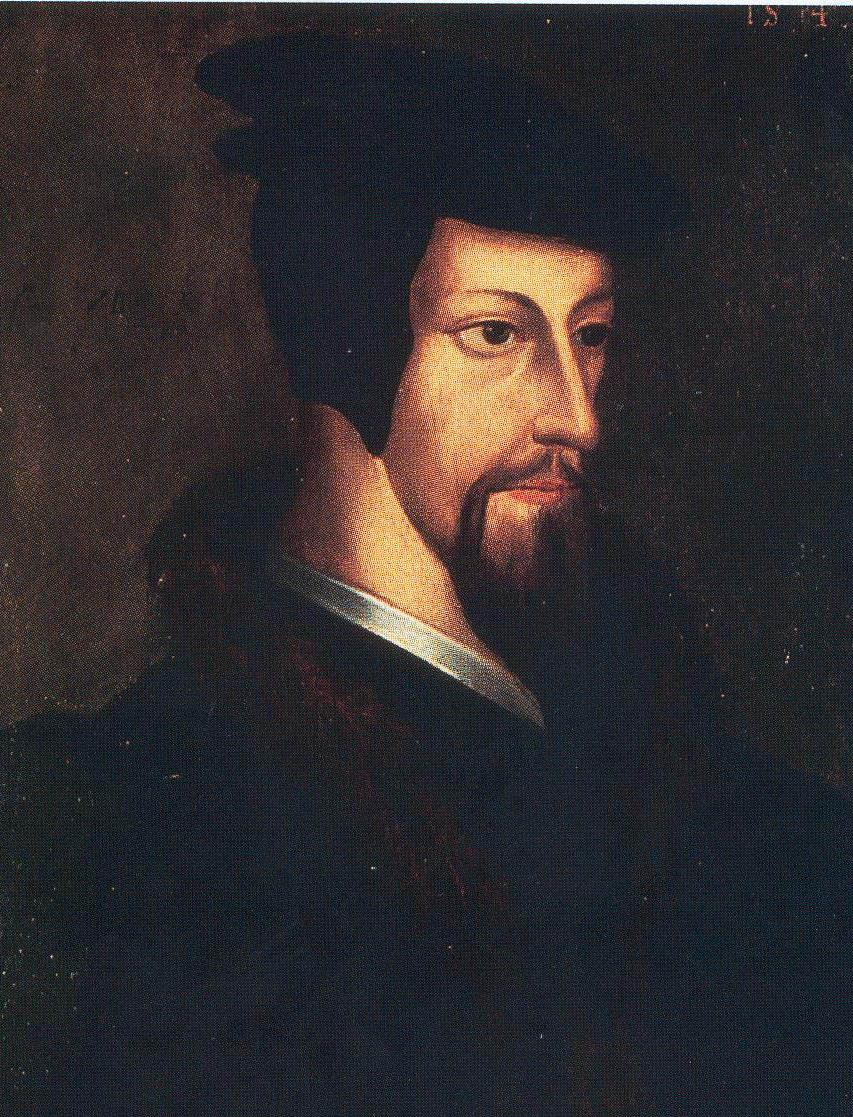
16세기 종교개혁의 완성자 장 칼뱅

## 연혁

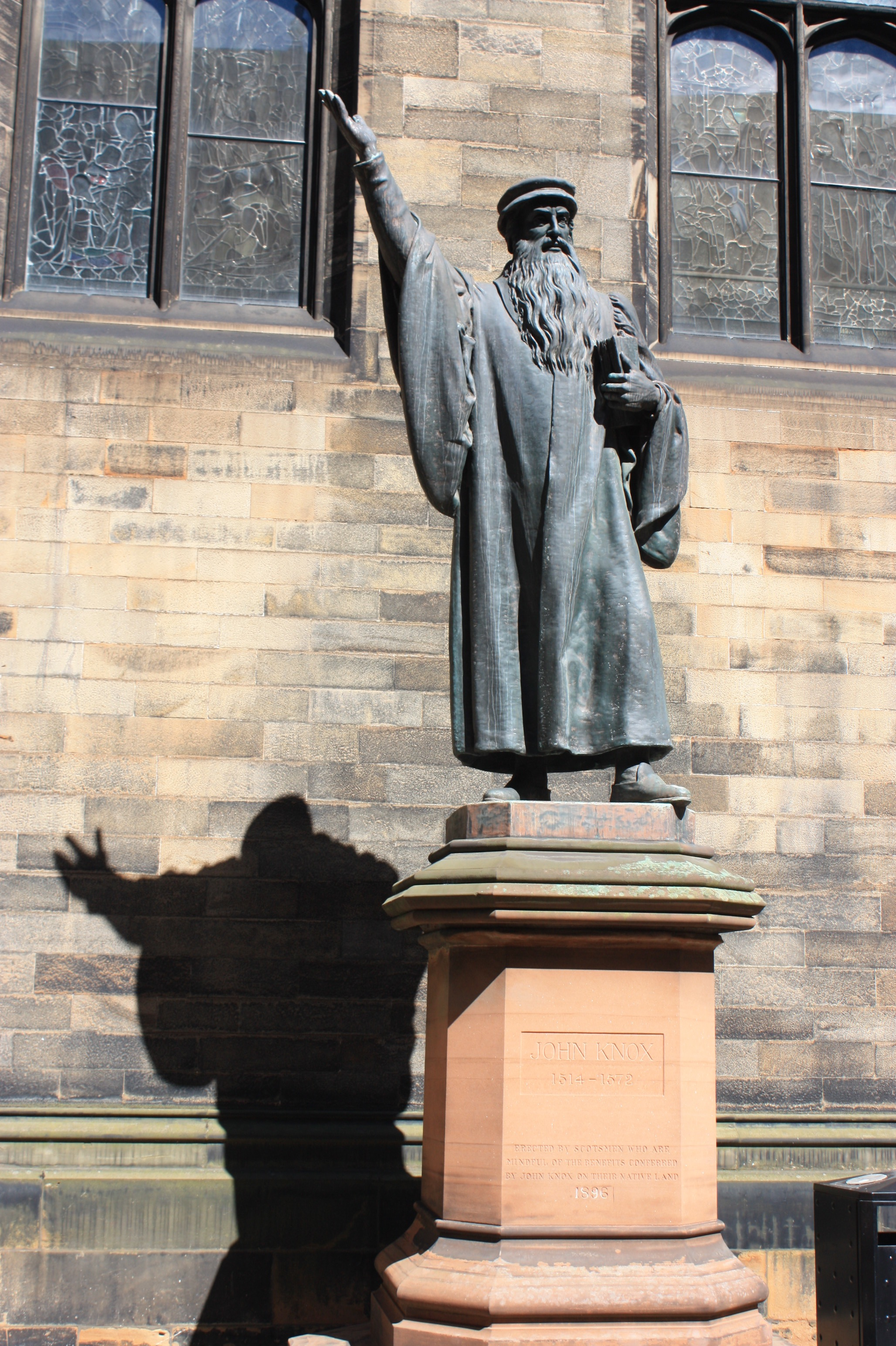
에딘버그 대학교에 있는 존 헛치슨(John Hutchison)의 작품인 존 녹스 동상

- 2012년 1월 17일 한국정통장로교회 설립(설립자 하승무 목사)
- 2012년 1월 17일 교단산하 신학교 한국장로회신학교(약칭 한국장신) 설립(초대 교장 하승무 목사)
- 2012년 1월 17일 교단산하 한국장로회신학교 이승미 박사(전 고려신학대학원장 명예총장 위촉
- 2014년 9월 12일 비영리 법인(종교단체) 인가.
- 2016년 7월 22일 교단 한국장로회신학교 제1회 졸업생 배출(M.Div.)
- 2016년 8월 1일 교단 제1회 강도사 인허
- 2016년 8월 25일~26일 총회 주최 "공동체 목회세미나" 개최(장소:고신대학교 김현태홀)
- 2017년 3월 27일 <한국예수교장로회> 교단명 변경
- 2017년 4월 6일~7일 총회 주최 "2017 경남지역 공동체 목회세미나" 개최(장소:한결교회)
- 2017년 8월 18일 ~ 20일 제1회 총회 개최
- 2017년 8월 20일 총회(독노회) 제1회 목사장립
- 2018년 1월 17일 제3대 교단장 취임 및 한국장로회신학교 제3대 학교장 취임
- 2018년 1월 19일 한국예장(OPCK)과 IURC 공동 2018 한국신학교육자상 시상[1][2]
- 2018년 4월 30일 ‘한국예수교장로회’ 교단명칭 특허청 상표권 획득.[3]

## 같이 보기
- CBS기독교방송
- 개혁신학
- 개혁주의
- 요한 칼빈 탄생 500주년 기념사업회
- 칼뱅
- 존 낙스
- 장로교
- 스코틀랜드개혁장로교회
- 화란개혁교회
- 독립개신교회
- 대한예수교개혁회
- 한국장로회신학교